# Демонте
Демо̀нте (на италиански: Demonte; на пиемонтски: Demont, Демонт, на окситански: Demount, Демунт) е село и община в Северна Италия, провинция Кунео, регион Пиемонт. Разположено е на 708 m надморска височина. Населението на общината е 2057 души (към 2010 г.).